# Yves Loubet
Yves Loubet (ur. 31 października 1958 w Mustaghanam w Algerii Francuskiej) – francuski kierowca rajdowy. Rajdowy mistrz Europy z roku 1989.

## Kariera
Debiutował w rajdach w roku 1976 samochodem Opel Kadett. W roku 1985 został wicemistrzem Francji w rajdach. Był mistrzem Europy w rajdach samochodowych w roku 1989 wraz z pilotem Jean-Marc Andrié, startując samochodem Lancia Delta Integrale. W sezonie tym wygrał cztery rajdy eliminacyjne ERC: Rajd Hiszpanii, Rajd Madery, Rajd Elpa Halkidiki, Rajd Cypru. Brał także udział w 30 rajdach zaliczanych do Rajdowych Mistrzostw Świata w latach 1977-1999, czterokrotnie stając na podium.

## Podia w rajdach WRC[1]
| Nr | Rajd                | Sezon | Pilot             | Samochód               | Miejsce |
| -- | ------------------- | ----- | ----------------- | ---------------------- | ------- |
| 1  | 30. Rajd Korsyki    | 1986  | Jean-Marc Andrie  | Alfa Romeo GTV6        | 3       |
| 2  | 31. Rajd Korsyki    | 1987  | Jean-Bernard Vieu | Lancia Delta HF 4WD    | 2       |
| 3  | 32. Rajd Korsyki    | 1988  | Jean-Bernard Vieu | Lancia Delta Integrale | 2       |
| 4  | 22. Rajd Portugalii | 1988  | Jean-Bernard Vieu | Lancia Delta HF 4WD    | 3       |